# Maspalomas
Maspalomas – miejscowość wypoczynkowa nad Oceanem Atlantyckim, w południowej części wyspy Gran Canaria (w archipelagu Wysp Kanaryjskich), w gminie San Bartolomé de Tirajana. Najstarszy i największy ośrodek turystyczny na Gran Canarii. Liczy około 13 500 zarejestrowanych mieszkańców (2019 r.), lecz na jej obszarze dostępnych jest ponad 87 000 całorocznych miejsc noclegowych (w tym mieszkalnych i hotelowych) co powoduje, że faktyczna populacja wynosi stale ponad 50 tys. osób.
Miejscowość podzielona jest na - przylegające do siebie - następujące części, ograniczone wyłącznie wąwozami i arteriami komunikacyjnymi:
- Pasito Blanco i El Hornillo – zlokalizowane w zachodniej części, przy marinie, oddzielone od sąsiednich osiedli Maspalomas polem golfowym „Lopesan Meloneras”, zamieszkałe przez bogatszych mieszkańców
- Meloneras – usytuowane w części południowo-zachodniej, składające się z większych kompleksów hotelowych, centrum handlowego i sali kongresowej, budowane od 1997 r.
- El Oasis – wysunięte najbardziej na południe, w pobliżu latarni morskiej Faro de Maspalomas, składające się z kilku ośrodków wypoczynkowych wybudowanych w latach 60. XX wieku
- Sonnenland – zlokalizowany w części północno-zachodniej, na grzbiecie górskim, zabudowany w latach 80. XX wieku mniejszymi hotelami i kompleksami mieszkalnymi, większe hotele powstają tutaj od 1997 r.
- El Tablero – położone w części północnej i na północ od autostrady GC-1 (Autopista del Sur de Gran Canaria), miejsce zamieszkania wielu pracowników hoteli
- Campo International i Campo de Golf – zbudowane w latach 1980-1995 w szerokim wąwozie na północ od wydm i południowy wschód od Sonnenlandu, składające się głównie z bungalowów, pola golfowego „Maspalomas” oraz parku o powierzchni 4000 m² Parque Tony Gallardo
- Parque urbano del sur – park miejski o powierzchni 0,6 ha, położony w wąwozie pomiędzy Sonnenland i San Fernando
- Playa del Inglés – zlokalizowana na wschód od Campo International, zbudowana w latach 60. i 70. XX wieku
- San Fernando de Maspalomas – usytuowane na północ od Playa del Inglés, pomiędzy drogą GC-500 i autostradą GC-1; pierwsze domy i mały kościół (rozebrany w 1996 r.) zbudowano na zlecenie Alejandro Del Castillo Conde de la Vegę Grande dla jego pracowników a zostały uroczyście otwarte 1 marca 1961
- San Agustín – zbudowany na początku lat 60. XX wieku jako pierwszy ośrodek wypoczynkowy
- Playa del Águila – osada w pobliżu niewielkiej plaży na wschód od San Agustín
- Bahía Feliz – zlokalizowana na północno-wschodnim krańcu Maspalomas, zabudowana prywatnymi kwaterami, kompleksami apartamentów i hotelami

Na południe od miejscowości znajduje się chroniony obszar wydm w częściowym rezerwacie przyrody Dunas de Maspalomas. 
W Maspalomas działa wysoka na 56 metrów latarnia morska Faro de Maspalomas, otwarta 1 lutego 1890, usytuowana na krańcu 12-kilometrowego pasa plaż i wydm.